# 박찬암
박찬암(1989년 8월 31일 ~ )은 대한민국의 해커, 기업인이다. 2008년 부산 남산고등학교를 졸업하였고, 인하대학교 컴퓨터공학과를 졸업했다.
현재 IT 벤처기업 스틸리언(STEALIEN) 대표이사 (CEO)이다. 경찰청, 서울동부지방검찰청 등에서 사이버 보안 자문위원을 맡고있다. 사이버 보안 기업과 스타트업의 가교 역할인 시큐리티 스타트업 포럼 공동의장이다.

## 경력
고등학교 1학년이었던 2005년 당시 청소년 정보보호 페스티벌에서 최우수상을 수상한 것을 비롯하여, 2007년에는 고교생 해킹 보안 챔피언십에서 1위를 차지하였다. 당시 고등학생 신분으로 미국 라스베이거스에서 열리는 데프콘 CTF 해킹대회에 참가하여 입상하기도 했다. 그 밖에도 제 4회 Corea Hacking Challenge, KAIST vs Postech(전 포항공대) Science War 해킹대회 등의 운영과 문제출제를 맡은 바 있으며, 리눅스 운영체제 상의 심각한 취약성에 대한 보안 패치를 발표하는 등 공익을 위한 보안에도 기여하며 활발한 활동을 펼쳤다.
이후 고등학교를 졸업하고 인하대학교에 진학한 그는 코드게이트 국제보안컨퍼런스에서 일부 세션을 진행 한 것을 포함하여, KISA 해킹방어대회에 출전하여 금상을 수상하였다. 2009년에는 코드게이트 국제해킹방어대회에 CParK이라는 팀으로 출전, 우승을 차지하였다. 또한 같은 해, 말레이시아 쿠알라룸푸르에서 개최된 Hack In The Box 컨퍼런스의 최대 관심사였던 세계 해킹대회(Capture The Flag)에서 KOREA 팀으로 출전, 우승을 차지하였다.
2018년 해커 출신으로는 최초로 고등학교 정보 교과서에 수록되었다. 또한 2018년 美 포브스 선정 아시아의 영향력 있는 30세 이하 30인(Forbes 30 Under 30 Asia) 리스트에 등재되었다.
2020년 중소벤처기업부와 국민심사단을 통해 역대 최연소 '존경받는 기업인'으로 선정되었다.